# Autoliderança

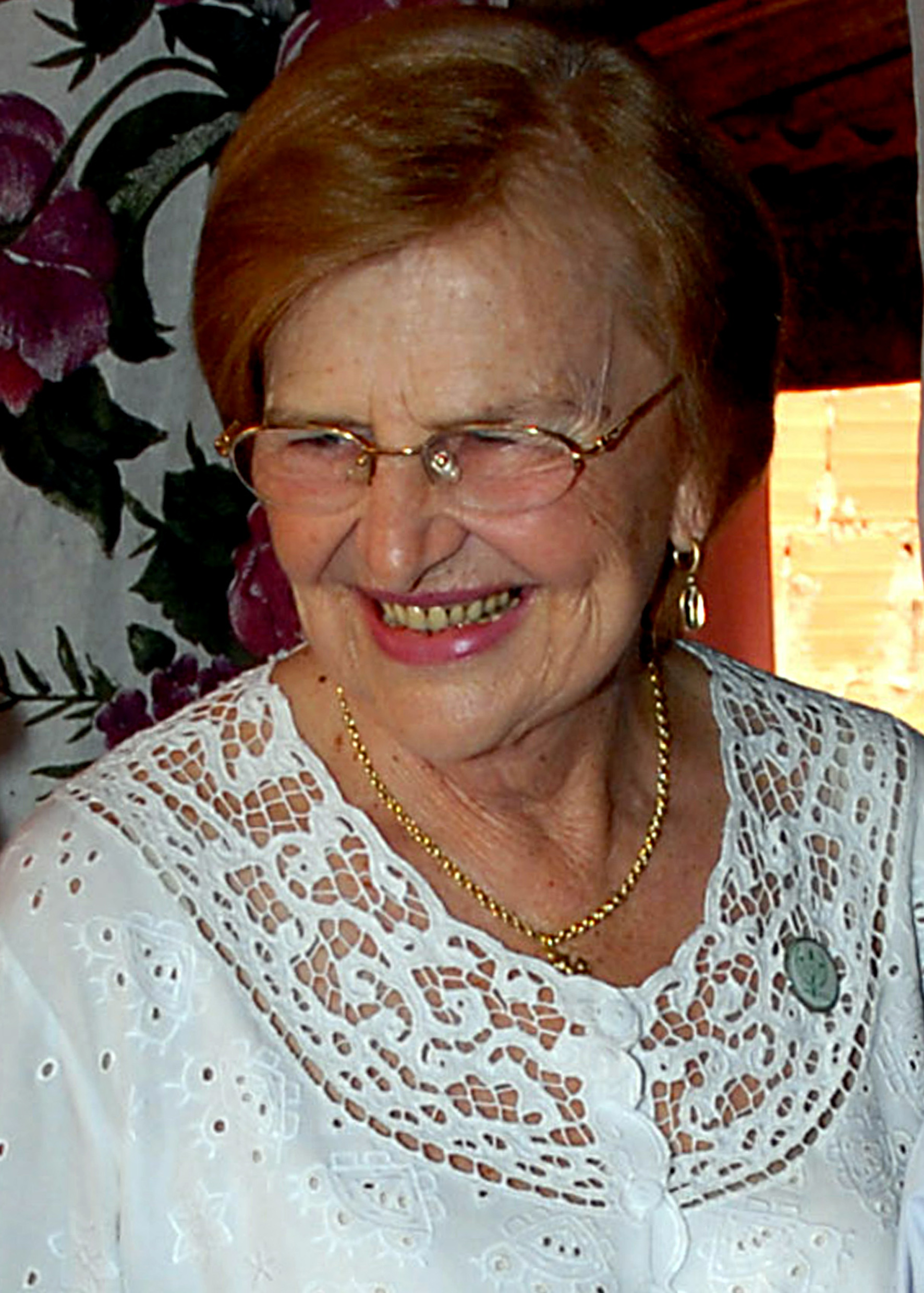
Dra. Zilda Arns, um exemplo de autolíder.

A Autoliderança, de acordo com a definição de Manz e Sims Jr. (1991), é um processo no qual o indivíduo se auto influencia para desenvolver um autoconhecimento, seja quem ele é, o que é capaz de fazer, para onde está indo, e com isto obter a autodireção e a automotivação necessárias para se comportar e atuar de tal forma que alcance a sua meta pessoal desejada. Este conceito difere-se de autogerenciamento no quesito de que este último é pressuposto pela autoliderança. Portanto, autoliderança é o processo de liderar a si mesmo para estabelecer suas metas pessoais, enquanto que autogerenciamento é o processo que lhe auxilia a desenvolver métodos para alcançá-las.

## Origem
Conforme a definição encontrada no dicionário Priberam On-line :
auto- [elemento de composição]: possui origem grega “autós” e "exprime a noção de próprio, de si próprio, por si próprio."
li·de·ran·ça [substantivo feminino]: "refere-se ao comando, direção, hegemonia."

## Importância nas organizações
Ao longo do século XX, houve uma evolução do conceito de gestão de pessoas, no entendimento de que pessoas, para serem produtivas, não podem ser reduzidas a um comportamento simples e mecânico, é necessário de uma liderança que as motive e que leve em conta suas necessidades e qualidade de vida. A partir do desenvolvimento desses pensamentos surgiram estudos sobre o Comportamento Organizacional, que segundo Robbins (2005), é um campo de estudo que investiga o impacto que pessoas e grupos possuem sobre o comportamento dentro das empresas, visando utilizar esse conhecimento para propor melhorias na eficácia da organização. Sabendo que valores, atitudes e comportamentos de colaboradores influenciam os processos organizacionais, torna-se cada vez mais importante o desenvolvimento de habilidades interpessoais para saber trabalhar, se comunicar e gerir pessoas. E para que tudo isso se torne possível, é preciso uma figura específica e importante: o líder. Porém, para que o líder enfrente desafios e lidere outras pessoas, primeiramente, ele precisa saber liderar a si mesmo. Ou seja, se conhecer, saber motivar-se e definir estratégias necessárias para agir e buscar o equilíbrio entre as exigências da empresa e a satisfação dos colaboradores.

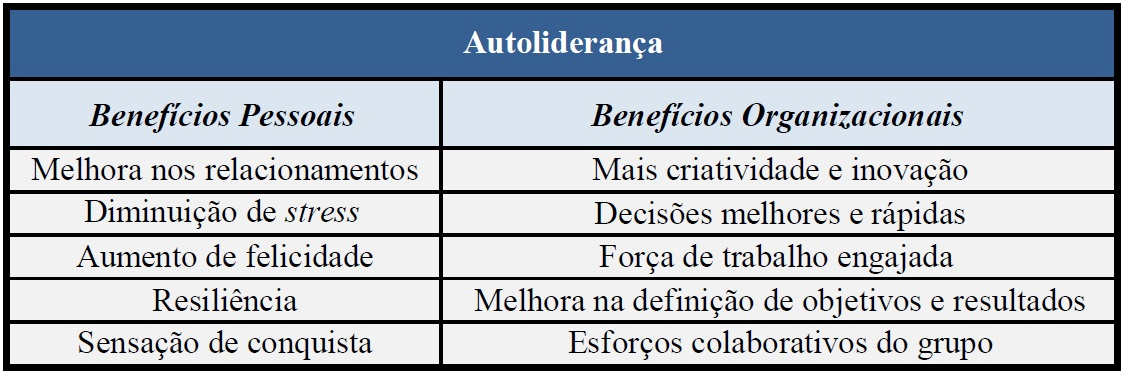
Benefícios da Autoliderança. Adaptado de SLI - Self Leadership Internacional.

Entretanto, a presença da autoliderança não extingue a necessidade de líderes no ambiente organizacional, é primordial a existência deles para fortalecer o desenvolvimento profissional de seus liderados, para que estes possam superar seus desafios por meio de suas condições próprias.

## Estimulando a autoliderança nos indivíduos[5]
Segundo Robbins (2005), estimular a autoliderança é um bom modo de auxiliar os colaboradores de uma organização a fazer uma mudança da dependência para a autonomia. Os meios sugeridos pelo autor para um líder estimular seus liderados a se autoliderarem são:
1. Ser um exemplo de autoliderança: demonstrar tais comportamentos e estimular os colaboradores a agirem da mesma forma;
2. Fazer com que os colaboradores elaborem metas próprias;
3. Fazer uso de auto-recompensas para fortalecer e encorajar comportamentos desejáveis: agir de modo punitivo somente em casos extremos;
4. Desenvolver padrões positivos de pensamento: estimular os colaboradores a terem pensamentos positivos;
5. Possuir um clima que estimula à autoliderança: realçar os pontos fortes das funções de cada indivíduo para que os motive;
6. Autocrítica: tornar as pessoas críticas sobre seu próprio desempenho.

Pipeline de liderança=
O "Pipeline de liderança" é um modelo que representa a evolução da carreira de um profissional na hierarquia de uma empresa. A denominação deste estudo se deu através de uma metáfora, onde a palavra “pipeline” representa um cano que se curva em seis pontos. No modelo, os autores Charan, et.al., representam estes seis pontos elencando seis passagens da liderança as quais estão associadas ao fluxo dos estágios que um líder será promovido dentro da organização, desde o momento em que desenvolve as habilidades de autoliderança até o cargo mais alto no organograma organizacional.

## As seis passagens da liderança
Passagem 1 - de gerenciar a si mesmo e gerenciar outros: essa é a passagem que se refere a importância da autoliderança. Ao ampliar suas habilidades individuais, o indivíduo realiza contribuições cada vez maiores dentro das organizações, por esse motivo, este, provavelmente, será promovido a um cargo que lhe ofereça mais oportunidades e responsabilidades. Esta mudança requer aprendizado, o qual envolve planejamento, pontualidade, conteúdo, qualidade e confiabilidade. Os valores profissionais a serem desenvolvidos incluem aceitação da cultura da empresa e a adoção de padrões específicos à área de atuação profissional. Considerando que esses valores não tinham nenhuma relação com seu sucesso como colaboradores individuais, é difícil para eles promover essa transição em um valor que eles percebem como expressivo.
Passagem 2 - de gerenciar outros a gerenciar gestores: nessa passagem os gestores devem focar exclusivamente na gestão, o que fará, consequentemente, que percam suas visões individuais. As principais habilidades requeridas são: selecionar as pessoas que deverão percorrer a Passagem 1, atribuir tarefas gerenciais e de liderança a elas, mensurar seu progresso na gestão e orientá-las. Além de suas funções, os gestores devem trabalhar em questões estratégicas que sustentam o negócio como um todo.
Passagem 3 - de gerenciar gestores a gerente funcional: estratégia é o ponto principal para os gestores nessa passagem. Além das estratégias adquiridas em sua função de especialidade, eles devem mesclar sua estratégia funcional à estratégia de negócios em geral. Isto significa participar de reuniões da equipe de negócios e trabalhar com gerentes funcionais.
Passagem 4 - de gerente funcional a gerente de negócios: a partir dessa passagem os gestores necessitam reservar tempo para reflexão e análise. Passar a analisar funcionalmente os planos e propostas objetivando lucros e a uma visão de longo prazo.
Passagem 5 - de gerente de negócios a gerente de grupo: os gestores de grupo são aqueles que devem dominar a avaliação da estratégia para fins de alocação de capital e pessoal, possuir habilidades para desenvolver gerentes de negócios, ser estrategista na questão de portfólios e saber avaliar a presença de competências essenciais para vencer.
Passagem 6 - de gerente de grupo a gestor corporativo: os líderes corporativos são aqueles que se concentram no todo, não somente nos gestores que respondem diretamente a ele, mas também de todas as pessoas abaixo dele. Esta também é a única posição de liderança na organização em que é essencial inspirar todos os empregados por meio de uma variedade de ferramentas de comunicação.

## Teoria na prática
Doutora Zilda Arns, ao longo de sua vida visou salvar crianças carentes da mortalidade infantil, da desnutrição e da violência. Para atingir esse objetivo cursou medicina, onde descobriu o grande número de crianças internadas necessitando de cuidados, fato que a motivou a se auto influenciar desenvolvendo um comportamento e uma atuação que a possibilitou alcançar a sua meta. Através de todos estes feitos no decorrer de sua vida mostrou que sua autoliderança foi possível diante de determinadas características, tais como, entusiasmo, autocontrole, personalidade, e, principalmente, foco.